# I-61 (sous-marin)
Pour les articles homonymes, voir I-61.
Le I-61 (イ-61) est un sous-marin japonais de la classe Kaidai (海大型) de la sous-classe Kaidai IV (海大4型（伊六十一型/伊百六十二型, Kaidai-yon-gata, classe I-61/I-162) construit pour la marine impériale japonaise. 
Il a coulé lors d'une collision en octobre 1941, juste avant l'entrée du Japon dans la Seconde Guerre mondiale.

## Contexte
Après la Première Guerre mondiale, la marine impériale japonaise a réévalué l'utilisation de la guerre sous-marine comme élément de stratégie de flotte en raison du déploiement réussi de croiseurs-sous-marins à long rayon d'action pour les raids commerciaux des principales marines de combat. Les stratèges japonais en sont venus à réaliser les possibilités d'utilisation de l'arme pour la reconnaissance à longue portée, et dans une guerre d'usure contre une flotte ennemie qui s'approchait du Japon. Deux grands sous-marins japonais à longue portée avaient déjà été construits dans le cadre du programme de la flotte des Huit-six en tant que prototypes (I-51 et I-52), mais l'arrivée le 20 juin 1919 de sept U-boote allemands reçus par le Japon en réparation de guerre à la fin de la Première Guerre mondiale a conduit à une refonte complète. Les Japonais ont rapidement embauché des centaines d'ingénieurs et de techniciens de sous-marins allemands et d'anciens officiers de sous-marins allemands au chômage à la suite de la défaite de l'Allemagne pendant la Première Guerre mondiale, et les ont fait venir au Japon dans le cadre de contrats de cinq ans. L'ONI (Office of Naval Intelligence) américain a estimé que quelque 800 conseillers allemands s'étaient rendus au Japon à la fin de 1920. Les Japonais ont également envoyé des délégations en Allemagne, et ont participé activement à l'achat de nombreux brevets.

## Description
Les sous-marins de la sous-classe KD4 ont été des sous-marins de croisière de conception japonaise produits en série.  Ils sont plus petits que les précédentes sous-classes et ne possèdent que 4 tubes lance-torpilles à l'avant.
Ils ont un déplacement de 1 600 tonnes en surface et 2 337 tonnes en immersion. Les sous-marins mesuraient 97,7 mètres de long, avaient une largeur de 7,8 mètres et un tirant d'eau de 4,83 mètres. Les sous-marins permettaient une profondeur de plongée de 60 m et un possédaient un effectif de 58 officiers et membres d'équipage. 
Rauschenbach a été retenu comme fabricant des moteurs diesel, dont les performances étaient légèrement inférieurs à celles des moteurs des précédentes sous-classes. Pour la navigation de surface, les sous-marins étaient propulsés par deux moteurs diesel de 3 000 cv (2 200 kW), chacun entraînant un arbre d'hélice. En immersion, chaque hélice était entraînée par un moteur électrique de 900 chevaux-vapeur (671 kW). Ils pouvaient atteindre 20 nœuds (37 km/h) en surface et 8,5 nœuds (15,7 km/h) sous l'eau. En surface, les KD4 avaient une autonomie de 10 000 milles nautiques (19 000 km) à 10 noeuds (19 km/h); en immersion, ils avaient une autonomie de 60 milles nautiques (170 km) à 3 noeuds (5,6 km/h).
Les sous-marins étaient armés de 6 tubes lance-torpilles internes de 53,3 cm, 4 à l'avant et 2 à l'arrière. Ils transportaient une recharge pour chaque tube , soit un total de 14 torpilles Type 89. Ils étaient également armés d'un canon de pont de 120 mm (4,7 in) pour le combat en surface et d'une mitrailleuse de 7,7 mm.

## Construction
Construit par le chantier naval Mitsubishi à Kobe au Japon, le I-61 a été mis sur cale le 28 mars 1927. Il a été lancé le 12 novembre 1927. Il a été achevé et mis en service le 6 avril 1929.

## Histoire de service
Une fois achevé, le I-61 a été affecté au district naval de Sasebo sous les ordres du capitaine de corvette (海軍少佐 (Kaigun-shōsa)) Yoshitomi Setsuzo Le 24 avril 1929, il est regroupé avec son navire-jumeau (sister ship) le sous-marin I-62, pour former la 29e division de sous-marins dans laquelle le I-61 a passé toute sa carrière.
La 29e division de sous-marins a été réaffectée au 1er escadron de sous-marins de la 1re Flotte de la Flotte combinée le 1er décembre 1930]. Le I-61 a apparemment été déclassé et mis en réserve le 11 janvier 1932, et a été transféré à la division de défense de Sasebo dans le district naval de Sasebo le 10 novembre 1932, puis au 2e escadron de sous-marins de la 2e Flotte de la Flotte combinée le 15 novembre 1933. Le 27 septembre 1934, il quitta Ryojun, en Mandchourie, pour effectuer une croisière d'entraînement dans la région de Tsingtao, au large de la Chine, croisière qu'il compléta par son arrivée à Sasebo le 5 octobre 1934.
Le 7 février 1935, le I-61 a quitté Sasebo pour une croisière d'entraînement dans les îles Kouriles, croisière qui s'est achevée par son arrivée dans la baie de Sukumo le 25 février 1935, puis il a quitté Sasebo le 29 mars 1935 pour une croisière d'entraînement dans les eaux chinoises et est revenu à Sasebo le 4 avril 1935. Le 15 novembre 1935, la 29e division de sous-marins a été réaffectée à l'escadron de défense de Sasebo dans le district naval de Sasebo.
Le 1er décembre 1936, le I-61 fut de nouveau affecté au 2e escadron de sous-marins de la 2e Flotte et le 15 décembre 1938, il fut réaffecté à l'école de sous-marins de Kure. 
Le 11 mars 1939, le I-61 subit des dommages lors d'une collision avec le destroyer japonais Yakaze au large de Mitajiri, au Japon. Son service à l'école de sous-marins a pris fin lorsqu'il a été mis hors service et transféré à la 3e réserve du district naval de Sasebo; selon certaines sources, cela s'est produit à la fois le 15 novembre 1939 et le 20 mars 1940.
Le 15 avril 1940 ou le 15 novembre 1940, le I-61 a été remis en service, et le 15 novembre 1940, il a été réaffecté au 5e escadron de sous-marins de la Flotte combinée. Le 8 janvier 1941, il est entré en collision avec la canonnière Kōshū Maru au sud du cap Ashizuki, au Japon.

### Perte
Le 2 octobre 1941, avec le commandant de la 29e division de sous-marins à bord, le I-61 quitta Sasebo avec le ravitailleur de sous-marins Rio de Janeiro Maru à destination d'un point de rassemblement de la Flotte à Murokusumi dans la préfecture de Yamaguchi. Dans le canal de Koshiki ce soir-là, la canonnière japonaise Kiso Maru a confondu un feu rouge qu'elle voyait à l'arrière du Rio de Janeiro Maru avec celui d'un navire plus petit et a mal évalué la distance de passage derrière le I-61. Elle est entrée en collision avec le I-61 vers 23h21. Le I-61 a coulé rapidement, avec la perte des 71 hommes à bord.
Le 20 janvier 1942 ou en février 1942, l'épave du I-61 a été renflouée, et elle a été vendue pour être mise à la casse en 1942. 
Le I-61 a été radié du registre naval le 1er avril 1942.